# Nogueira (Viana do Castelo)
Nogueira é uma povoação portuguesa do Município de Viana do Castelo que foi sede da extinta Freguesia de Nogueira, freguesia que tinha 10,75 km² de área e 883 habitantes (2011), e, por isso, uma densidade populacional de 85,2 hab/km².
A Freguesia de Nogueira foi extinta (agregada) pela reorganização administrativa de 2012/2013, tendo o seu território sido integrado na então criada União de Freguesias de Nogueira, Meixedo e Vilar de Murteda.

## População
| População da freguesia de Nogueira | População da freguesia de Nogueira | População da freguesia de Nogueira | População da freguesia de Nogueira | População da freguesia de Nogueira | População da freguesia de Nogueira | População da freguesia de Nogueira | População da freguesia de Nogueira | População da freguesia de Nogueira | População da freguesia de Nogueira | População da freguesia de Nogueira | População da freguesia de Nogueira | População da freguesia de Nogueira | População da freguesia de Nogueira | População da freguesia de Nogueira |
| ---------------------------------- | ---------------------------------- | ---------------------------------- | ---------------------------------- | ---------------------------------- | ---------------------------------- | ---------------------------------- | ---------------------------------- | ---------------------------------- | ---------------------------------- | ---------------------------------- | ---------------------------------- | ---------------------------------- | ---------------------------------- | ---------------------------------- |
| 1864                               | 1878                               | 1890                               | 1900                               | 1911                               | 1920                               | 1930                               | 1940                               | 1950                               | 1960                               | 1970                               | 1981                               | 1991                               | 2001                               | 2011                               |
| 543                                | 561                                | 446                                | 562                                | 587                                | 626                                | 580                                | 747                                | 939                                | 930                                | 899                                | 921                                | 883                                | 894                                | 916                                |

| Distribuição da População por Grupos Etários | Distribuição da População por Grupos Etários | Distribuição da População por Grupos Etários | Distribuição da População por Grupos Etários | Distribuição da População por Grupos Etários | Distribuição da População por Grupos Etários | Distribuição da População por Grupos Etários | Distribuição da População por Grupos Etários | Distribuição da População por Grupos Etários | Distribuição da População por Grupos Etários |
| -------------------------------------------- | -------------------------------------------- | -------------------------------------------- | -------------------------------------------- | -------------------------------------------- | -------------------------------------------- | -------------------------------------------- | -------------------------------------------- | -------------------------------------------- | -------------------------------------------- |
| Ano                                          | 0-14 Anos                                    | 15-24 Anos                                   | 25-64 Anos                                   | > 65 Anos                                    |                                              | 0-14 Anos                                    | 15-24 Anos                                   | 25-64 Anos                                   | > 65 Anos                                    |
| 2001                                         | 137                                          | 114                                          | 439                                          | 204                                          |                                              | 15,3%                                        | 12,8%                                        | 49,1%                                        | 22,8%                                        |
| 2011                                         | 141                                          | 104                                          | 444                                          | 227                                          |                                              | 15,4%                                        | 11,4%                                        | 48,5%                                        | 24,8%                                        |

## Património
- Igreja de São Cláudio
- Capela dedicada a Nossa Senhora da Conceição da Rocha, erigida pelos moradores no século XIX
- Igreja - século XVIII.

## Desporto
O seu clube de Futsal ascendeu à 2ª Divisão do Campeonato Português em 7 de maio de 2005.
O seu clube de  futsal (Clube Futebol Nogueirense) ascendeu à 1ª Divisão Nacional de Futsal em 5 de maio de 2007